# تاریخ یهودیان در مقدونیه شمالی

موقعیت مقدونیه شمالی (سبز تیره) در اروپا

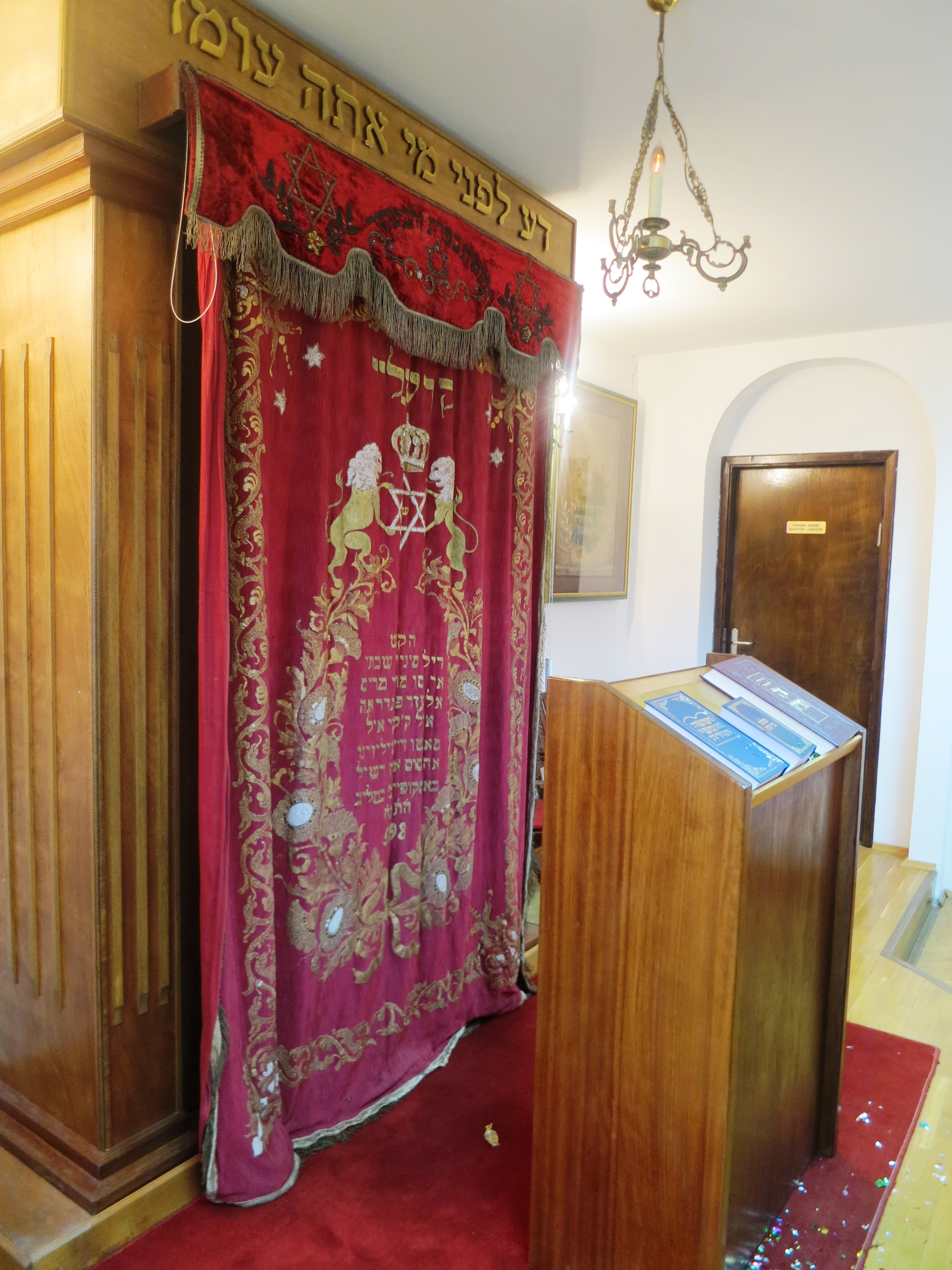
کشتی تورات کنیسه بت جاکوف در اسکوپیه، مقدونیه شمالی

تاریخ یهودیان در مقدونیه شمالی به دو هزار سال پیش بازمی‌گردد.
تاریخ یهودیان در قلمرو جمهوری امروزی مقدونیه شمالی از دوران روم باستان، هنگامی که یهودیان برای اولین بار به این منطقه وارد شدند، آغاز شد. امروز، به دنبال هولوکاست و مهاجرت، به ویژه به اسرائیل، حدود ۲۰۰ یهودی در مقدونیه شمالی، بیشتر در پایتخت، اسکوپیه و تعداد کمی در شتیپ و بیتولا باقی مانده‌اند.

## دوران روم باستان
اولین یهودیان منطقه امروزی مقدونیه شمالی در زمان رومی‌ها هنگامی که یهودیان از آزار و اذیت در سایر مناطق روم فرار کردند، و برخی در قلمرو روم مقدونیه ساکن شدند. نامه آگریپا به کالیگولا حضور یهودیان در مقدونیه شمالی را تأیید می‌کند.

## سده‌های میانه
جامعه یهودیان پس از حاکمیت روم در مقدونیه شمالی (و همچنین در سایر مناطق مقدونیه) پابرجا ماند. جمعیت یهودی در سده‌های میانه مقدونیه شمالی تا قرن ۱۴–۱۵ کاملاً از یهودیان رومانیوت تشکیل می‌شد. اولین جنگ صلیبی، جمعیت یهودیان را در پلاگونیا و اسکوپیه ویران کرد. با این حال، یهودیان در مقدونیه شمالی همچنان اعضای برجسته جوامع خود را داشتند. به عنوان مثال، لئو دوم مونگ، فیلسوف، به مسیحیت گروید و از ۱۱۰۸ تا ۱۱۲۰ جانشین تئوفیلاکتوس اوهریدی به عنوان اسقف اعظم اوهرید شد. یهودا لئون بن موسی موسکونی، یک دانشمند برجسته یهودی، متولد سال ۱۳۲۸ در اهرید، تفسیرهایی نوشت که اظهار داشت که تفسیرهای نادرست از کتاب مقدس اغلب ناشی از غفلت از دستور زبان است. وی بعداً پزشک پادشاه مایورکا شد و در آنجا کتابخانه ای وسیع را جمع‌آوری کرد که قرن‌ها برای دانشمندان استفاده می‌شد. اولین کنیسه شناخته شده در اسکوپیه، بت آهارون، در سال ۱۳۶۶ ساخته شد.

## حکومت عثمانی و مهاجرت یهودیان سفاردی
جامعه یهودیان این منطقه تا زمان عثمانی بسیار کوچک باقی ماندند، و هجوم عمده بعدی یهودیان به منطقه با تفتیش عقاید اسپانیایی و پرتغالی صورت گرفت و سلطان بایزید دوم امپراتوری عثمانی از یهودیانی که قادر به رسیدن به سرزمین‌های او بودند استقبال کرد. آنها دارای استقلال قابل توجهی بودند، با حقوق مختلف از جمله حق خرید املاک و مستغلات، ساخت کنیسه‌ها و تجارت در سراسر امپراتوری عثمانی برخوردار بودند. شهرهای تجاری ثروتمند در مقدونیه شمالی امروزی مانند اسکوپیه، موناستیر (بیتالوی امروزی) و اشتیپ یهودیان زیادی را به خود جلب کرد. یهودیان در این منطقه در زمینه‌های تجاری، بانکی، پزشکی و حقوقی پیشرفت کردند، حتی برخی از آنها به موقعیت‌های قدرت رسیدند. کمی پس از انتقال اولین یهودیان سفاردی به منطقه، گورستان یهودیان در بیتولا در سال ۱۴۹۷ تأسیس شد. این گورستان قدیمی‌ترین گورستان یهودیان در مقدونیه شمالی ودر بالکان است.
روابط میان یهودیان و جمعیت محلی غیر یهودی به‌طور کلی خوب بود. تأیید شرایط خوب یهودیان در مقدونیه شمالی (و منطقه وسیع مقدونیه) و به‌طور کلی اروپای عثمانی از نامه ای متعلق به یهودی مقدونیه به نام ایزاک جارفتی در سده پانزدهم میلادی به یهودیان آلمان و مجارستان ارسال شده است که به آنها در مورد شرایط مناسب در امپراتوری عثمانی می‌گوید، و آنها را برای مهاجرت به بالکان تشویق می‌کرد. یک مسافر ایتالیایی در سال ۱۵۶۰ نوشت که در اسکوپیه تعداد یهودیان از تعداد جمعیت‌های دیگر بیشتر است. در سده هفدهم، ۳٬۰۰۰ یهودی و دو کنیسه بیت آرون و بیت یاکوف در اسکوپیه وجود داشتند. در سال ۱۶۸۰، ناتان غزه‌ای درگذشت و در اسکوپیه به خاک سپرده شد. محل دفن وی یک مکان زیارتی شده بود اما قبر او در جنگ جهانی دوم خراب شد.
در یک زمان، بیتولا نه کنیسه داشت، اسکوپیه سه و استیپ دو کنیسه داشتند.
یهودیان مقدونیه شمالی امروزی پس از تبدیل شدن این منطقه به بخشی از پادشاهی صربستان ، حقوق شهروندی خود را به دست آوردند.

## گسترش
پیش از جنگ جهانی دوم، جامعه یهودیان واردار مقدونیه (ناحیه ای تقریباً منطبق با مرزهای جمهوری امروزی) متمرکز بر بیتولا (تقریباً ۸٬۰۰۰ یهودی)، اسکوپیه (تقریباً ۳۰۰۰ یهودی) و شتیپ (تقریباً ۵۰۰ یهودی) متمرکز بود. جوامع یهودیان در طول جنگ جهانی اول در مناطق کوچکتر مانند دوجران و استرومیکا که به خط مقدم نزدیک بودند، به‌طور قابل توجهی تحت تأثیر جنگ قرار گرفتند و از منطقه گریختند. تجزیه منطقه همچنین بر یهودیان در مراکز کوچکتر تأثیر منفی گذاشت، زیرا آنها را از جریان آزاد فعالیت در بیشتر فعالیت‌های بازرگانی خود به بزرگ‌ترین مرکز تجاری یهودیان در بالکان به ویژه سالونیک محروم کرد.

## جنگ جهانی دوم و هولوکاست

کنیسه سفاردی در بیتولا، پیش از جنگ جهانی دوم.

در مارس ۱۹۴۱، بلغارستان متحد نیروهای محور شد و در آوریل ۱۹۴۱، ارتش بلغارستان در تلاش برای بازیابی منطقه، که آن را بخشی طبیعی از میهن ملی خود می‌دید، وارد واردار مقدونیه شد. از زمان آغاز جنبش استقلال طلبی آن در اواخر سده نوزدهم، اسلاوی زبانان واردار مقدونیه سعی داشتند خود را از حاکمیت ترک (و بعداً صرب) آزاد کنند، یا به عنوان یک کشور خودمختار یا به عنوان بخشی از بلغارستان تبدیل شوند.
اگرچه بلغارستان به‌طور عملی منطقه را اشغال کرده بود، اما مقامات آلمانی که مسئولیت آن را بر عهده داشتند، فقط اداره نظامی بلغارستان را به رسمیت می‌شناختند و نه دولت مدنی آن را. منطقه اشغالی بلغارستان نه شامل سالونیک با بیش از ۵۵۰۰۰ یهودی و نه غربی‌ترین قسمت واردار مقدونیه، از جمله شهرهای دبار، استروگا و تتوو، که بخشی از آلبانی تحت اشغال ایتالیا بودند، نبود. در ۴ اکتبر ۱۹۴۱، مقامات بلغارستان قانونی را تصویب کردند که یهودیان را از انجام هر نوع تجارت منع می‌کند و آنها را مجبور به فروش تجارت خود به غیر یهودیان می‌کرد. با این حال، از آنجا که پادشاهی یوگسلاوی قانون ضدیهودی خاص خود را از اوایل سال ۱۹۳۹ تصویب کرده بود، چنین قوانینی برای این منطقه جدید نبود. بلغارها سپس یهودیان بیتولا را مجبور به زندگی در گتو کردند و آنها را مجبور به حرکت از مناطق یهودی این شهر، که نسبتاً مرفه بودند، به مناطق فقیرتر از شهر کردند.

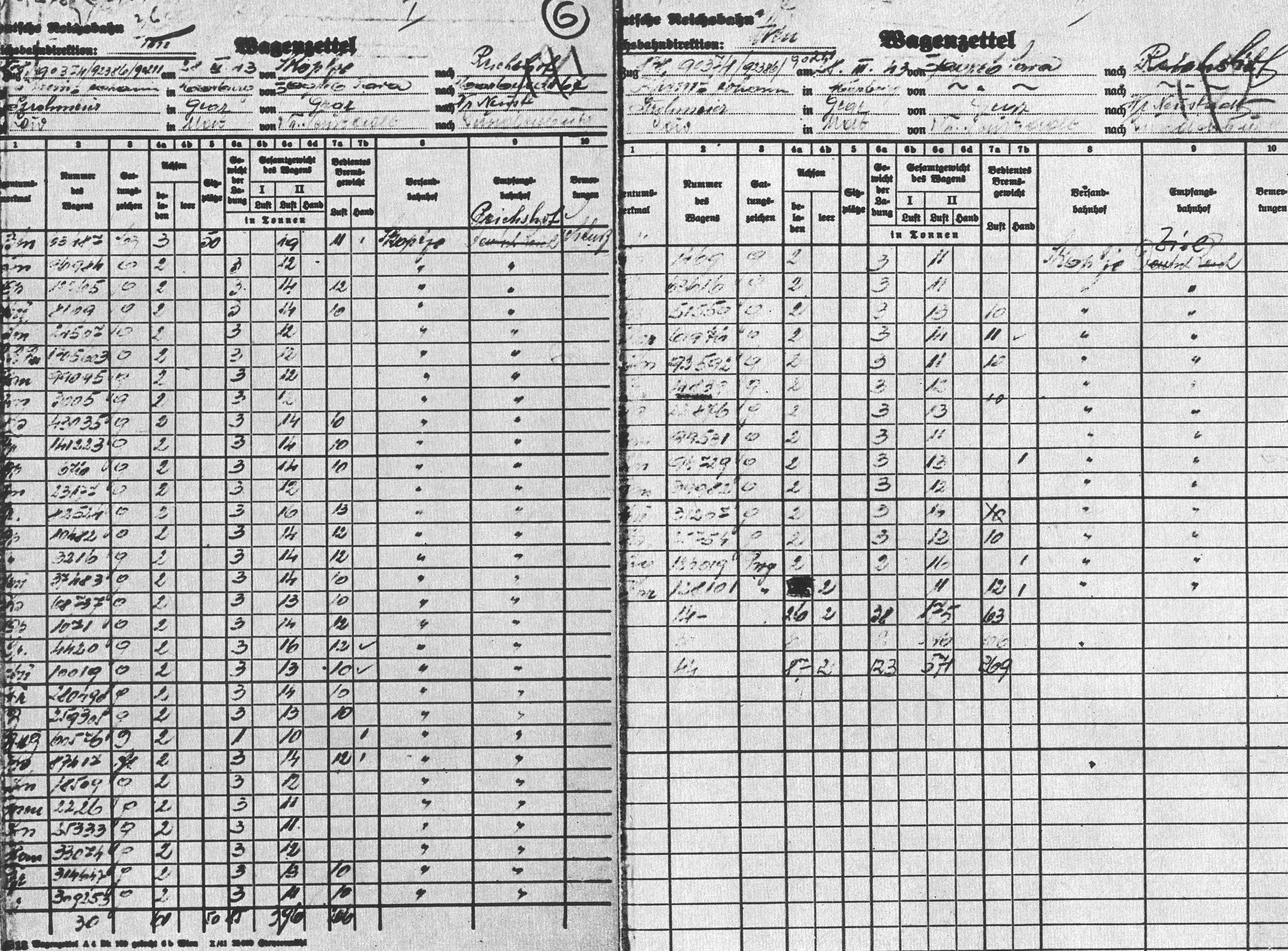
فهرست اتومبیل‌های راه‌آهن مورد استفاده در حمل و نقل یهودیانی که از اسکوپیه به اردوگاه مرگ تربلینکا تبعید شدند، ۲۶ مارس ۱۹۴۳.

## امروزه
در حال حاضر، جمعیت یهودیان مقدونیه شمالی حدود ۲۰۰ نفر است. تقریباً همه در اسکوپیه زندگی می‌کنند، یک خانواده در شتیپ و یک یهودی تنها در بیتولا باقی مانده‌اند.